# Eburodacrys rhabdota
Eburodacrys rhabdota là một loài bọ cánh cứng trong họ Cerambycidae.